# Cocoon, le retour
Pour les articles homonymes, voir Cocoon.
Série
Cocoon (film)
(1985)
Pour plus de détails, voir Fiche technique et Distribution.
Cocoon, le retour (Cocoon: The Return) est un film américain réalisé par Daniel Petrie, sorti en 1988. C'est la suite du film Cocoon.

## Synopsis
5 ans ont passé depuis le départ des Antariens vers leur planète d'origine... Mais à la suite de mouvements sismiques détectés au fond de l'océan, ils doivent revenir sur Terre pour récupérer les « cocons » qu'ils n'avaient, hélas, pas pu ramener sur Antarès 5 ans plus tôt.
Ils en profitent pour revenir avec 6 des retraités qui étaient partis avec eux afin qu'ils puissent voir leur famille et leurs amis. Mais le retour sur Terre de ces retraités pose des problèmes : leurs corps recommencent à vieillir et le cancer de Joe réapparaît.
Un autre problème se pose aussi : un des cocons a été récupéré par le navire d'un centre de recherche océanographique de l'État. De retour dans leurs laboratoires, les chercheurs ouvrent le cocon et font des expériences sur l'être se trouvant à l'intérieur. Cet être commence à dépérir au fur et à mesure que le temps passe. Avec l'aide des retraités, nos amis n'ont que 4 jours pour le récupérer au centre océanographique et l'emmener ainsi que les autres cocons au point de rendez-vous prévu avec l'engin spatial qui les ramènera chez eux...

## Fiche technique
Sauf indication contraire, les informations mentionnées dans cette section peuvent être confirmées par la base de données cinématographiques IMDb,  présente dans la section « Liens externes ».
- Titre original : Cocoon: The Return
- Titre français : Cocoon, le retour
- Titre québécois : Cocoon : Le Retour
- Réalisation : Daniel Petrie et Elizabeth Bradley d'après les personnages créés par David Saperstein
- Scénario : Stephen McPherson
- Musique : James Horner
- Décors : Lawrence G. Paull et Frederic C. Weiler
- Costumes : Jay Hurley
- Photographie : Tak Fujimoto
- Son : Hank Garfield
- Montage : Mark Warner
- Production : David Brown, Lili Zanuck et Richard D. Zanuck
  - Production associée : Gary Daigler
- Sociétés de production : Zanuck/Brown Productions et Twentieth Century Fox
- Sociétés de distribution : Twentieth Century Fox
- Budget : 17 500 000 $[1] (estimation)
- Pays de production :  États-Unis
- Langue originale : anglais
- Format : couleur - 1,85:1 - 35 mm - son Dolby
- Genre : science-fiction et comédie dramatique
- Durée : 116 minutes, 115 minutes (version anglaise)
- Dates de sortie :
  - États-Unis : 23 novembre 1988
  - France : 3 mai 1989
- Classification[2] :
  -  États-Unis : PG (Certaines scènes peuvent heurter les enfants - Accord parental souhaitable)
  -  France : tous publics[3]

## Distribution
- Don Ameche (VF : Pierre Baton) : Arthur « Art » Selwyn
- Wilford Brimley (VF : Claude Joseph) : Benjamin « Ben » Luckett
- Hume Cronyn (VF : Jacques Mauclair) : Joseph « Joe » Finley
- Jessica Tandy (VF : Monique Mélinand) : Alma Finley
- Steve Guttenberg (VF : Hervé Bellon) : Jack Bonner
- Maureen Stapleton (VF : Jacqueline Cohen) : Marilyn « Mary » Luckett
- Gwen Verdon (VF : Liliane Gaudet) : Bess McCarthy Selwyn
- Jack Gilford (VF : Maurice Chevit) : Bernard « Bernie » Lefkowitz
- Tahnee Welch (VF : Micky Sébastian) : Kitty
- Courteney Cox (VF : Véronique Augereau) : Sara
- Barret Oliver (VF : Hervé Rey) : David
- Elaine Stritch (VF : Paule Emanuele) : Ruby Feinberg
- Brian C. Smith (VF : Michel Derain) : Dr Baron
- Linda Harrison (VF : Dorothée Jemma) : Susan
- Tyrone Power Jr. (VF : Renaud Marx) : Pillsbury
- Mike Nomad : Doc
- Herta Ware : Rose Lefkowitz
- Brian Dennehy (VF : Marc de Georgi) : Walter (non-crédité)

## Accueil

### Box-office
| Pays ou Régions           | Box-office      | Date d'arrêt du box-office | Nbre de sem. | Classement TLT' |
| ------------------------- | --------------- | -------------------------- | ------------ | --------------- |
| États-Unis (1er week-end) | 5 568 143 $     | du 23 au 25 novembre 1988  | -            | -               |
| États-Unis                | 18 924 919 $    | 6 janvier 1989             | 7            | 3 774e          |
| International             | 6 100 000 $     | 6 janvier 1989             | 7            | 5 452e          |
| France                    | 209 751 entrées | -                          | -            | 8 467e          |
| Paris                     | 21 183 entrées  | -                          | -            | 13 116e         |
| Total mondial             | 25 024 919 $    | 6 janvier 1989             | 7            | 4 549e          |

## Distinctions

### Nominations
- Academy of Science Fiction, Fantasy and Horror Films - Saturn Awards 1990 :
  - Saturn Award du meilleur film de science-fiction
  - Saturn Award du meilleur acteur pour Hume Cronyn
  - Saturn Award de la meilleure actrice pour Jessica Tandy
  - Saturn Award du meilleur acteur dans un second rôle pour Jack Gilford

## Autour du film
- La version anglaise de Cocoon, le retour a une durée de 115 minutes au lieu de 116 minutes car la scène du suicide a été coupée[réf. nécessaire].
- Lieux de tournage : Miami (Floride), San Rafael (Californie)[6].